# Real Thing Shakes
Real Thing Shakes – dwudziesty singel japońskiego zespołu B’z, wydany 15 maja 1996 roku. Osiągnął 1 pozycję w rankingu Oricon i pozostał na liście przez 10 tygodni, sprzedał się w nakładzie 1 140 580 egzemplarzy. Singel zdobył status płyty Milion.
Utwór tytułowy został wykorzystany jako piosenka przewodnia TV dramy Oretachi ni ki wo tsukero. (jap. 俺たちに気をつけろ。).

## Lista utworów
| Nr | Tytuł               | Czas |
| -- | ------------------- | ---- |
| 1. | „Real Thing Shakes” | 4:12 |

## Muzycy
- Tak Matsumoto: gitara, kompozycja i aranżacja utworów
- Kōshi Inaba: wokal, teksty utworów, aranżacja
- Gregg Bisonette: perkusja
- Tony Franklin: gitara basowa
- JOSEPH MICHAEL SZEIBERT: keyboard

## Notowania
| Lista                                  | Pozycja |
| -------------------------------------- | ------- |
| Oricon Weekly Singles Chart            | 1       |
| Oricon Monthly Singles Chart           | 1       |
| Oricon Yearly Singles Chart (rok 1996) | 12      |